# Lasioglossum acephalum
Lasioglossum acephalum là một loài Hymenoptera trong họ Halictidae. Loài này được Blüthgen mô tả khoa học năm 1923.